# Monty Python's Flying Circus
Monty Python’s Flying Circus (conhecida em Portugal por Os Malucos do Circo) foi uma série de humor britânica criada pelo grupo de comediantes Monty Python e transmitida pela BBC entre 1969 e 1974. O programa caracterizava-se pelo seu humor absurdo e insinuante, sem uma linha contínua de princípio, meio e fim. Também fazia parte da série a inserção de animações elaboradas pelo seu membro Terry Gilliam, habitualmente ligada, ou integrada, com acção real. O primeiro episódio foi gravado a 7 de Setembro e transmitido a 5 de Outubro de 1969 na BBC One, tendo sido realizados 45 episódios ao longo do período que teve em transmissão, mais dois episódios para a televisão alemã.
A série tinha habitualmente como tema central as idiossincrasias da vida britânica, em particular a dos profissionais, com grande carga política. Os membros dos Monty Python tinham educação superior. Terry Jones e Michael Palin eram licenciados pela Universidade de Oxford; Eric Idle, John Cleese e Graham Chapman frequentaram a Universidade de Cambridge; e Gilliam era licenciado pelo Occidental College. O seu tipo de comédia é frequentemente descrito como intelectual, com inúmeras referências eruditas a filósofos e figuras literárias. A série foi buscar influências ao trabalho de Spike Milligan no seu programa Q5, ao invés de à comédia tradicional. A equipa pretendia que o seu humor fosse impossível de se caracterizar, o que conseguiram (apesar de, na sua perspectiva, terem falhado) de tal forma que o adjectivo "Pythonesque" foi inventado para definir o seu humor e, mais tarde, estilos semelhantes.

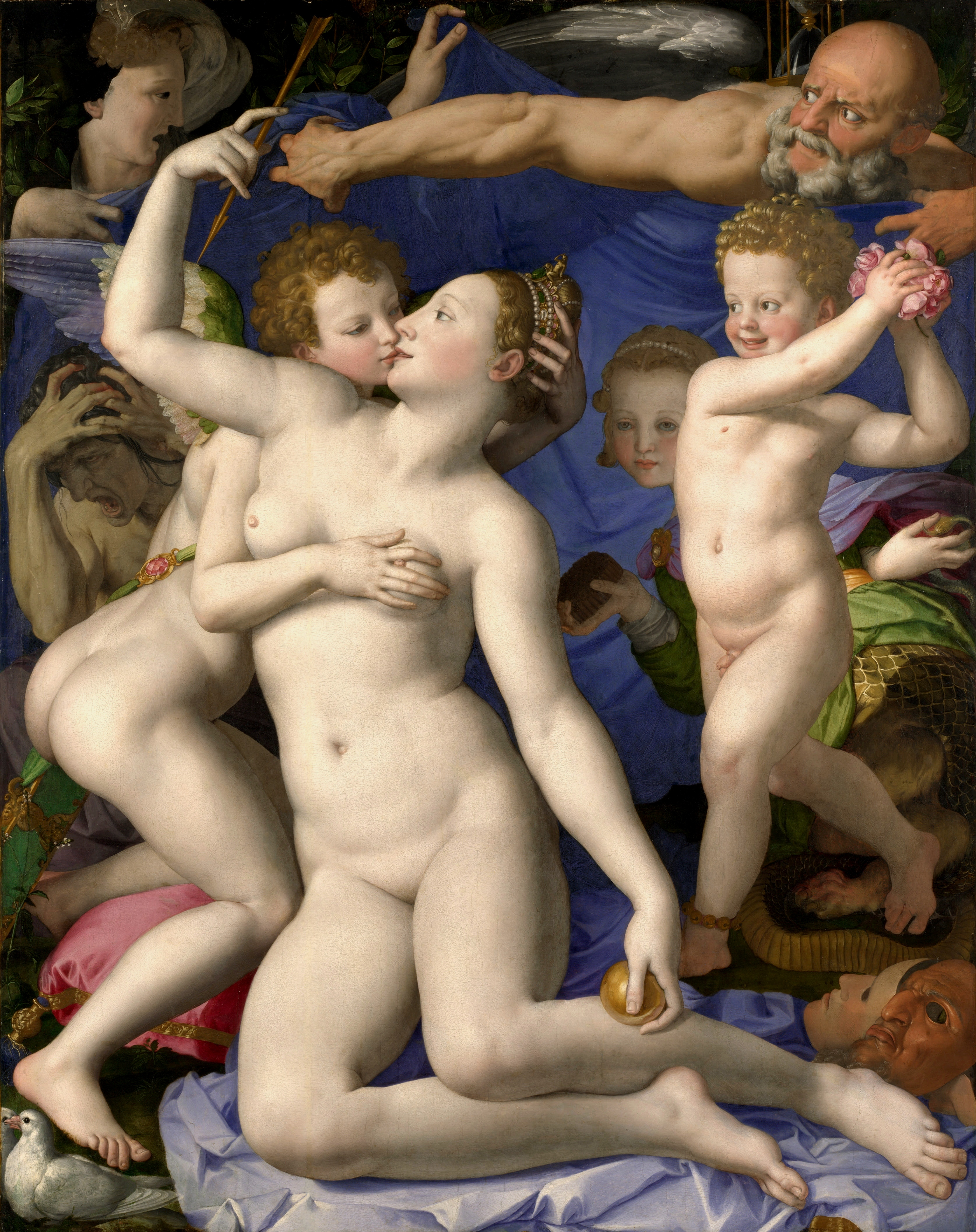
O famoso pé do tema de abertura da série no seu formato original, no canto inferior esquerdo da obra de Agnolo Bronzino, Alegoria do Triunfo de Vénus.

Os Python interpretavam todas as suas personagens incluindo a maioria das femininas, mas, ocasionalmente, contratavam um actor extra. Destes, saliente-se Carol Cleveland (referida pela equipa como "o sétimo Python" de forma não oficial), Connie Booth (a primeira esposa de Cleese), o produtor da série Ian MacNaughton, Ian Davidson, Neil Innes (na quarta temporada) e Fred Tomlinson e os Fred Tomlinson Singers (para cenas musicais).
O tema musical principal da série é a primeira parte de The Liberty Bell do compositor norte-americano John Philip Sousa, interpretado pela Band of the Grenadier Guards, tendo sido escolhida porque estava em domínio público e, assim, não tinha qualquer custo pela sua utilização.